# Saint-Laurent-de-Lévézou
Pour les articles homonymes, voir Saint-Laurent.
Saint-Laurent-de-Lévézou est une commune française, située dans le département de l'Aveyron, en région Occitanie.

## Géographie

### Généralités
- 1Carte dynamique
- 2Carte OpenStreetMap
- 3Carte topographique
- 4Carte avec les communes environnantes

Dans le centre-est du département de l'Aveyron, dans le parc naturel régional des Grands Causses, la commune de Saint-Laurent-de-Lévézou, largement située sur le haut plateau du Lévézou, s'étend sur 23,33 km2. L'activité dominante y a toujours été l'agriculture, traditionnellement le seigle et l'élevage.
L'altitude minimale, 614 mètres, se trouve localisée à l'extrême sud-est, en amont du gué de Salsac, là où la Muze quitte la commune et entre sur celle de Saint-Beauzély. L'altitude maximale se situe au mont Seigne avec 1 121 ou 1 128 m,.
Desservi par la route départementale (RD) 158, le bourg de Saint-Laurent-de-Lévézou est situé, en distances orthodromiques, quinze kilomètres au nord-ouest de Millau.
La commune est également desservie par les RD 170, 171, 654 et 911.

### Communes limitrophes
Saint-Laurent-de-Lévézou est limitrophe de quatre autres communes.
|       | Vézins-de-Lévézou        |             |
|       | Saint-Laurent-de-Lévézou | Saint-Léons |
| Curan | Saint-Beauzély           |             |

### Hydrographie

#### Réseau hydrographique

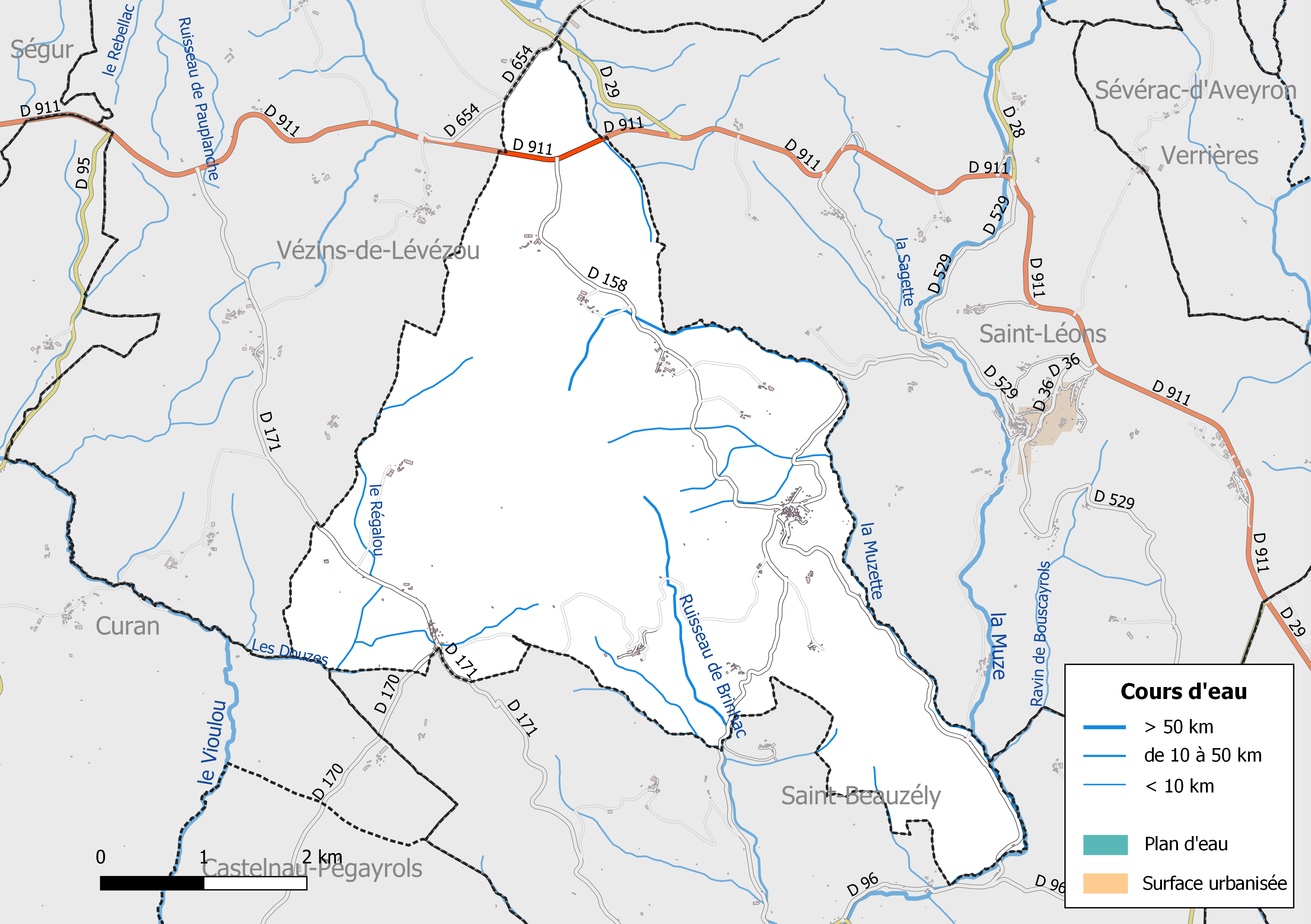
Réseaux hydrographique et routier de Saint-Laurent-de-Lévézou.

La commune est drainée par la Muze, la Muzette, le ruisseau de Brinhac, un bras du ruisseau des Pradines, le Régalou, Les Douzes, le ruisseau de Coste Cave, le ruisseau des Caves, le ruisseau des Pradines et par divers petits cours d'eau.
La Muze, d'une longueur totale de 29,3 km, prend sa source dans la commune de Vézins-de-Lévézou et se jette  dans le Tarn à Montjaux, après avoir arrosé 6 communes. Elle borde le territoire communal au sud-est sur deux kilomètres et demi, et son affluent la Muzette — qui prend sa source sur la commune — en fait de même au nord-est sur environ six kilomètres.

#### Gestion des cours d'eau
Afin d’atteindre le bon état des eaux imposé par la Directive-cadre sur l'eau du 23 octobre 2000, plusieurs outils de gestion intégrée s’articulent à différentes échelles pour définir et mettre en œuvre un programme d’actions de réhabilitation et de gestion des milieux aquatiques : le SDAGE (Schéma directeur d'aménagement et de gestion des eaux), à l’échelle du bassin hydrographique, et le SAGE (Schéma d'aménagement et de gestion des eaux), à l’échelle locale. Ce dernier fixe les objectifs généraux d’utilisation, de mise en valeur et de protection quantitative et qualitative des ressources en eau superficielle et souterraine. Trois SAGE sont mis en oeuvre dans le département de l'Aveyron.
La commune fait partie du SAGE du bassin versant du Viaur, approuvé le 28 mars 2018, au sein du SDAGE Adour-Garonne. Le périmètre de ce SAGE couvre 89 communes, sur trois départements (Aveyron, Tarn et Tarn-et-Garonne),. Le pilotage et l’animation du SAGE sont assurés par l’établissement public d'aménagement et de gestion des eaux (EPAGE) du bassin du Viaur, une structure qui regroupe les établissements publics de coopération intercommunale à fiscalité propre (EPCI-FP) dont le territoire est inclus (en totalité ou partiellement) dans le bassin hydrographique du Viaur et les structures gestionnaires de l’alimentation en eau potable des populations et qui disposent d’une ressource sur le bassin versant du Viaur. Il correspond à l’ancien syndicat mixte du Bassin versant du Viaur,.

### Climat
Pour des articles plus généraux, voir Climat de l'Occitanie et Climat de l'Aveyron.
En 2010, le climat de la commune est de type climat des marges montargnardes, selon une étude s'appuyant sur une série de données couvrant la période 1971-2000. En 2020, Météo-France publie une typologie des climats de la France métropolitaine dans laquelle la commune est exposée à un climat de montagne et est dans la région climatique Sud-est du Massif Central, caractérisée par une pluviométrie annuelle de 1 000 à 1 500 mm, minimale en été, maximale en automne.
Pour la période 1971-2000, la température annuelle moyenne est de 9,8 °C, avec une amplitude thermique annuelle de 15,9 °C. Le cumul annuel moyen de précipitations est de 1 015 mm, avec 11 jours de précipitations en janvier et 5,5 jours en juillet. Pour la période 1991-2020, la température moyenne annuelle observée sur la station météorologique la plus proche, située sur la commune de Salles-Curan à 14 km à vol d'oiseau, est de 9,6 °C et le cumul annuel moyen de précipitations est de 1 085,0 mm,. Pour l'avenir, les paramètres climatiques de la commune estimés pour 2050 selon différents scénarios d'émission de gaz à effet de serre sont consultables sur un site dédié publié par Météo-France en novembre 2022.

### Milieux naturels et biodiversité

#### Espaces protégés
La protection réglementaire est le mode d’intervention le plus fort pour préserver des espaces naturels remarquables et leur biodiversité associée.
Dans ce cadre, la commune fait partie d'un espace protégé, le Parc naturel régional des Grands Causses, créé en 1995 et d'une superficie de 327 937 ha, qui s'étend sur 97 communes. Ce territoire rural habité, reconnu au niveau national pour sa forte valeur patrimoniale et paysagère, s’organise autour d’un projet concerté de développement durable, fondé sur la protection et la valorisation de son patrimoine,,.

#### Sites Natura 2000

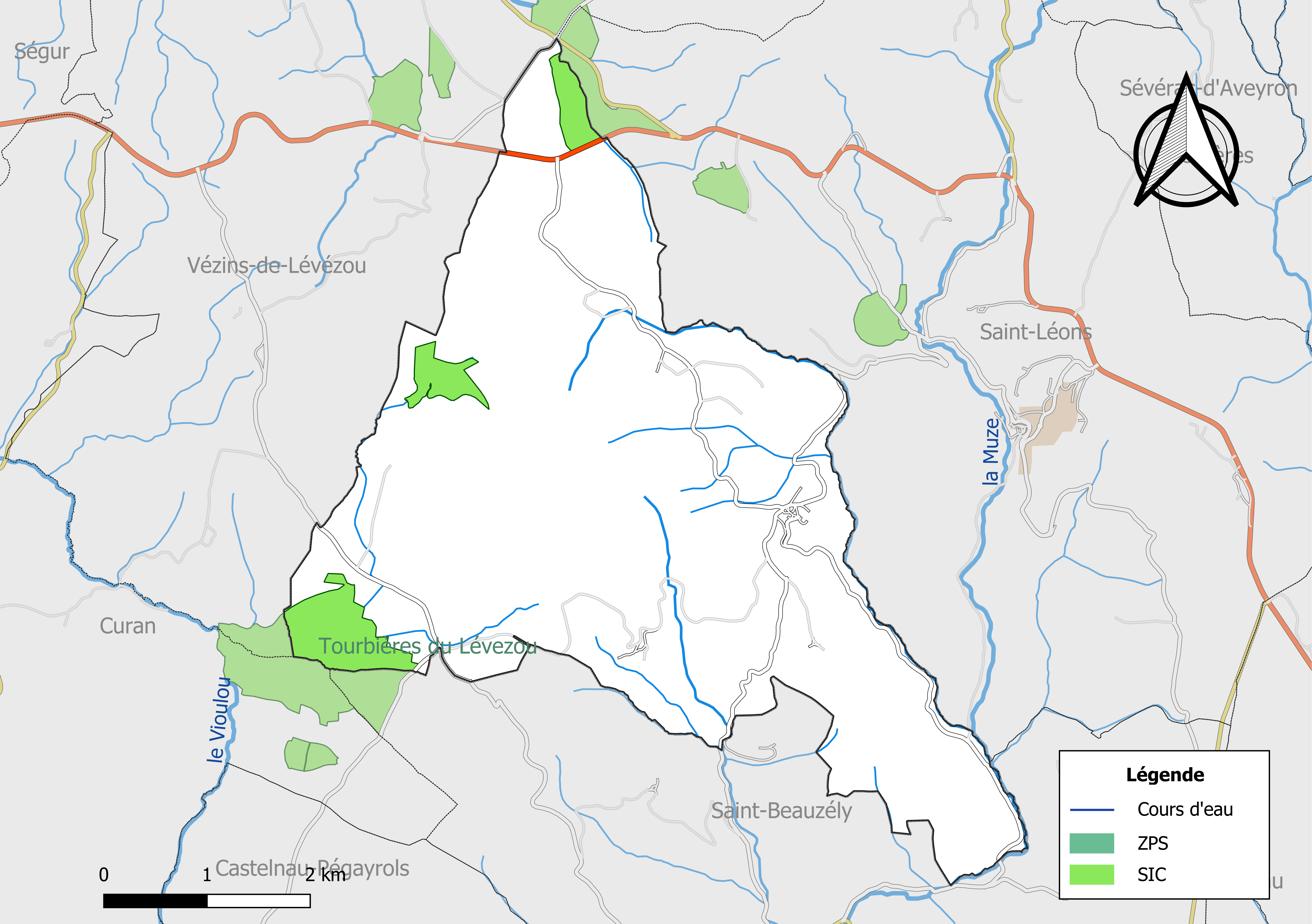
Sites Natura 2000 sur le territoire communal.

Le réseau Natura 2000 est un réseau écologique européen de sites naturels d’intérêt écologique élaboré à partir des Directives « Habitats » et « Oiseaux ». Ce réseau est constitué de Zones spéciales de conservation (ZSC) et de Zones de protection spéciale (ZPS). Dans les zones de ce réseau, les États Membres s'engagent à maintenir dans un état de conservation favorable les types d'habitats et d'espèces concernés, par le biais de mesures réglementaires, administratives ou contractuelles.
Un site Natura 2000 a été défini sur la commune au titre de la « directive Habitats » : 
- les « Tourbières du Lévézou », d'une superficie de 487 ha sur 9 communes du département, sont un ensemble de hauts plateaux qui, avec l'Aubrac et les Grands Causses, fait partie des hautes terres de l'Aveyron. Il est bordé à l'ouest par le Ségala, à l'Est par les Grands Causses, au Sud par le pays de Roquefort et au Nord par le Pays ruthénois et la vallée de l'Aveyron. Il a toutefois aujourd'hui en partie été détruit[22] ;

#### Zones naturelles d'intérêt écologique, faunistique et floristique
L’inventaire des zones naturelles d'intérêt écologique, faunistique et floristique (ZNIEFF) a pour objectif de réaliser une couverture des zones les plus intéressantes sur le plan écologique, essentiellement dans la perspective d’améliorer la connaissance du patrimoine naturel national et de fournir aux différents décideurs un outil d’aide à la prise en compte de l’environnement dans l’aménagement du territoire.
Le territoire communal de Saint-Laurent-de-Lévézou comprend trois ZNIEFF de type 1, : 
- les « Tourbières et zones humides du ruisseau des Douzes de Mauriac » (158,2 ha), couvrant 5 communes du département[24] ;
- la « Zone humide du Régala et mont Seigne » (49,7 ha sur la seule commune de Saint-Laurent-de-Lévézou)[25] ;
- les « Zones humides de la Plaine des Rauzes » (455,1 ha), couvrant 3 communes du département[26] ;

et une ZNIEFF de type 2,, 
la « Vallée du Viaur et ses affluents » (27 587 ha), qui s'étend sur 56 communes dont 45 dans l'Aveyron, 10 dans le Tarn et 1 dans le Tarn-et-Garonne.

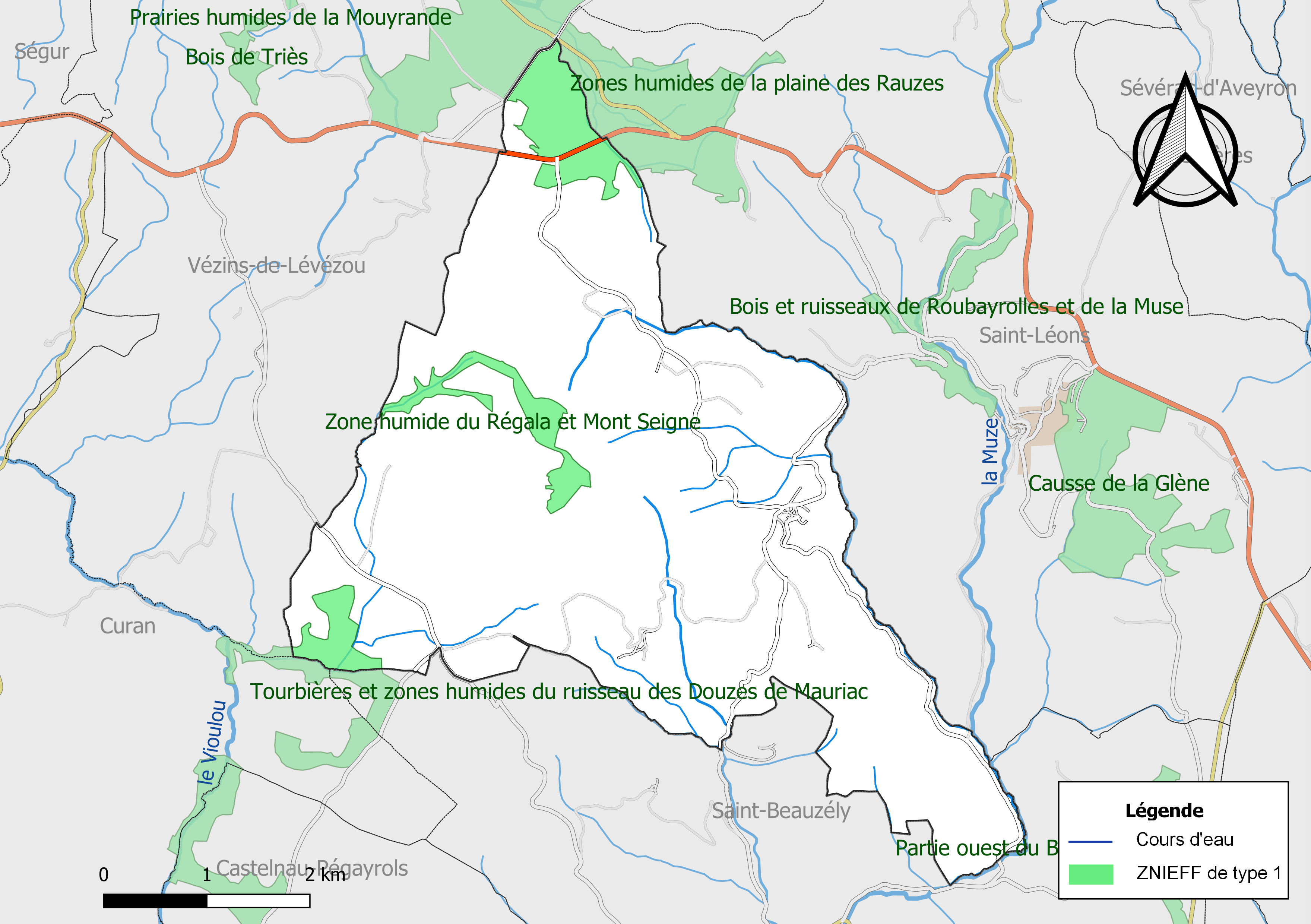
Carte des ZNIEFF de type 1 de la commune.
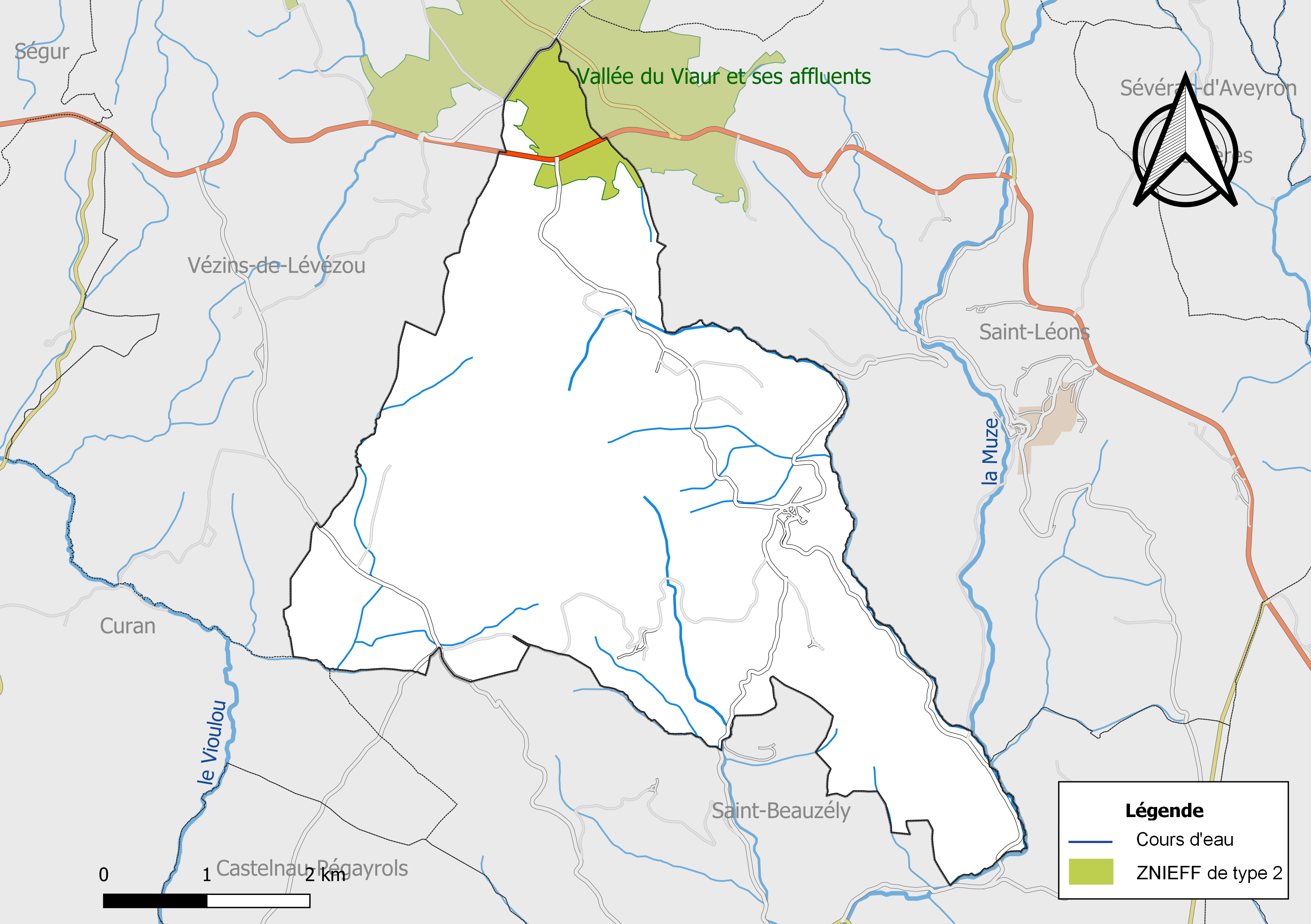
Carte de la ZNIEFF de type 2 de la commune.

## Urbanisme

### Typologie
Au 1er janvier 2024, Saint-Laurent-de-Lévézou est catégorisée commune rurale à habitat très dispersé, selon la nouvelle grille communale de densité à sept niveaux définie par l'Insee en 2022.
Elle est située hors unité urbaine. Par ailleurs la commune fait partie de l'aire d'attraction de Millau, dont elle est une commune de la couronne,. Cette aire, qui regroupe 23 communes, est catégorisée dans les aires de moins de 50 000 habitants,.

### Occupation des sols

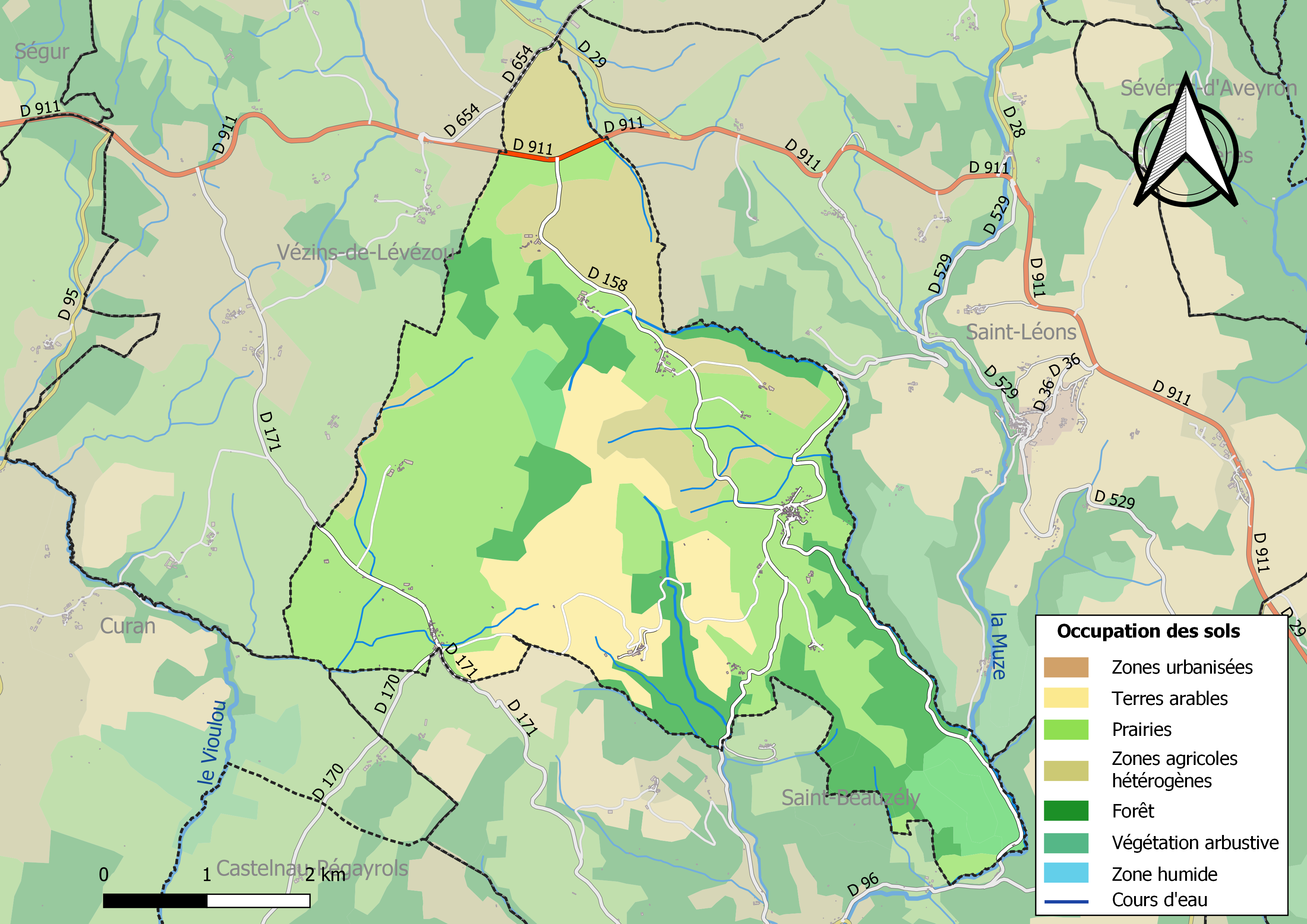
Infrastructures et occupation des sols de la commune de Saint-Laurent-de-Lévézou.

L'occupation des sols de la commune, telle qu'elle ressort de la base de données européenne d’occupation biophysique des sols Corine Land Cover (CLC), est marquée par l'importance des territoires agricoles (76,8 % en 2018), en augmentation par rapport à 1990 (71 %). La répartition détaillée en 2018 est la suivante : 
prairies (46,6 %), terres arables (26,5 %), forêts (16,3 %), milieux à végétation arbustive et/ou herbacée (6,8 %), zones agricoles hétérogènes (3,8 %).

### Planification
La loi SRU du 13 décembre 2000 a incité fortement les communes à se regrouper au sein d’un établissement public, pour déterminer les partis d’aménagement de l’espace au sein d’un SCoT, un document essentiel d’orientation stratégique des politiques publiques à une grande échelle. La commune est dans le territoire du SCoT du Lévézou, prescrit en juin 2018. La structure porteuse est le Pôle d'équilibre territorial et rural du Lévézou, qui associe deux communautés de communes, notamment la communauté de communes de Lévézou Pareloup, dont la commune est membre
La commune ne disposait pas en 2017 de document d'urbanisme opérationnel et le règlement national d'urbanisme s'appliquait donc pour la délivrance des permis de construire.

### Risques majeurs
Le territoire de la commune de Saint-Laurent-de-Lévézou est vulnérable à différents aléas naturels : climatiques (hiver exceptionnel ou canicule), feux de forêts et séisme (sismicité faible).
Il est également exposé à un risque technologique, le transport de matières dangereuses, et à un risque particulier, le risque radon,.

#### Risques naturels
Le Plan départemental de protection des forêts contre les incendies découpe le département de l’Aveyron en sept « bassins de risque » et définit une sensibilité des communes à l’aléa feux de forêt (de faible à très forte). La commune est classée en sensibilité faible.
Les mouvements de terrains susceptibles de se produire sur la commune sont liés à la présence de cavités souterraines localisées sur la commune,.

#### Risques technologiques
Le risque de transport de matières dangereuses sur la commune est lié à sa traversée par une route à fort trafic et une canalisation de transport de gaz. Un accident se produisant sur de telles infrastructures est en effet susceptible d’avoir des effets graves au bâti ou aux personnes jusqu’à 350 m, selon la nature du matériau transporté. Des dispositions d’urbanisme peuvent être préconisées en conséquence.

#### Risque particulier
Dans plusieurs parties du territoire national, le radon, accumulé dans certains logements ou autres locaux, peut constituer une source significative d’exposition de la population aux rayonnements ionisants. Toutes les communes du département sont concernées par le risque radon à un niveau plus ou moins élevé. Selon le dossier départemental des risques majeurs du département établi en 2013, la commune de Saint-Laurent-de-Lévézou est classée à risque moyen à élevé. Un décret du 4 juin 2018 a modifié la terminologie du zonage définie dans le code de la santé publique et a été complété par un arrêté du 27 juin 2018 portant délimitation des zones à potentiel radon du territoire français. La commune est désormais en zone 3, à savoir zone à potentiel radon significatif.

## Histoire

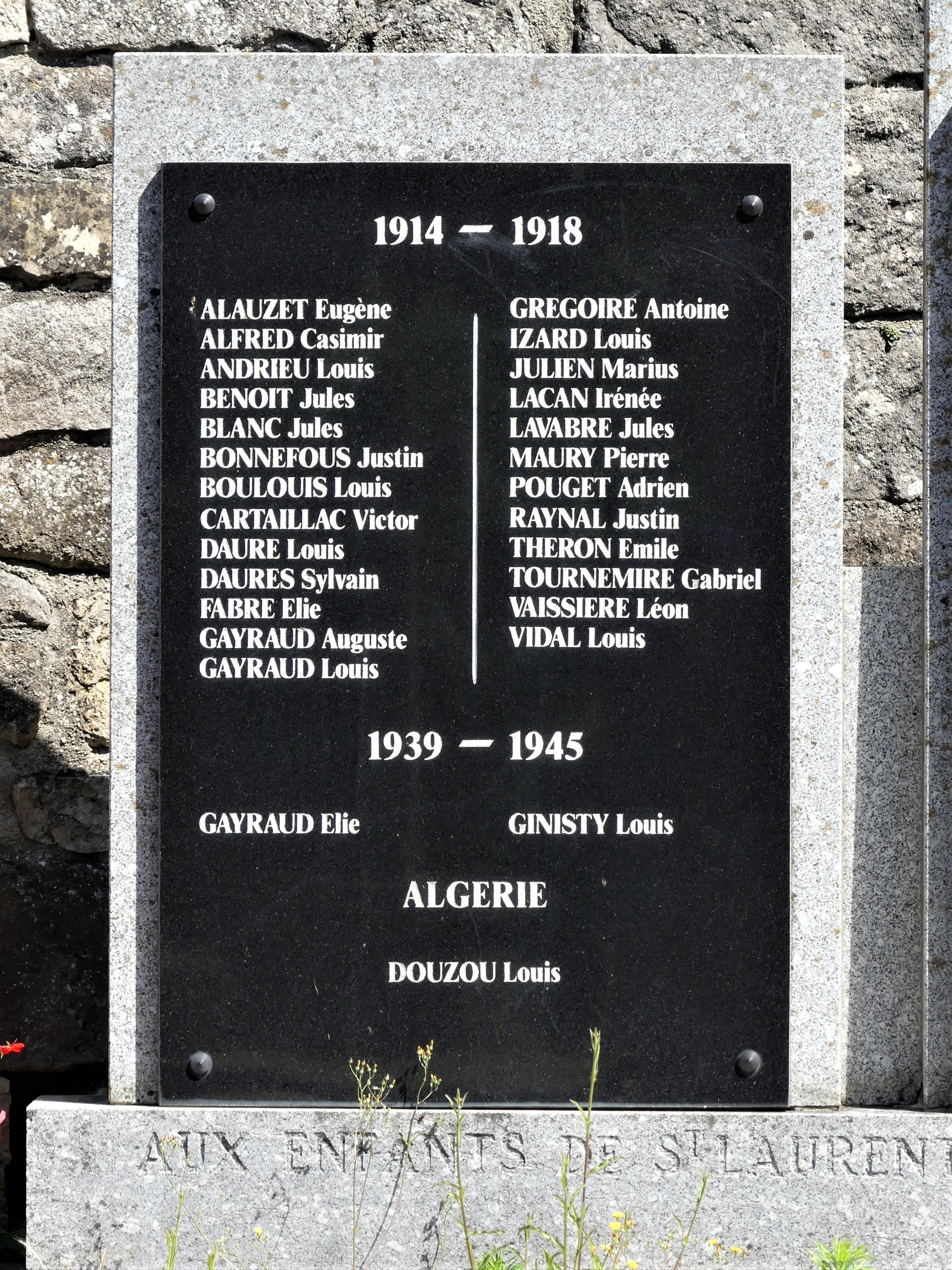
La plaque du monument aux morts.

L'histoire de Saint-Laurent est d'abord connue par la remarquable Monographie de la commune de Saint-Léons d'Albert Carrière. Elle a été renouvelée et augmentée par Marc Vaissière, enfant du pays.
L'histoire de Saint-Laurent se confond largement avec celle de Saint-Léons jusqu'à leur séparation en 1869. Du Moyen Âge à la Révolution Française, le territoire de Saint-Laurent faisait partie de la seigneurie et de la communauté de Saint-Léons. La terre de Saint-Léons est issue d'une donation des comtes de Rodez et vicomtes de Millau à l'Église, au Xe siècle. Un monastère bénédictin avait été fondé à Saint-Léons, et son prieur exerçait le pouvoir seigneurial sur le territoire et ses habitants. Au cours du Moyen Âge, une paroisse fut fondée autour de Saint-Laurent au profit d'un des moines du monastère, le camérier. Il touchait la dîme et payait un curé. Les limites de cette paroisse étaient légèrement différentes de la commune actuelle : le village de Castries dépendait de Saint-Léons, le hameau de Gaverlac (seigneurie de Saint-Beauzély et commune actuelle) était de la paroisse de Saint-Laurent. Le village de Mauriac a une histoire particulière : il fut érigé en paroisse indépendante sous le patronage des Saints-Abdon-et-Sennen ou Sainte-Marie-Madeleine. Village-étape d'altitude sur l'ancienne voie romaine, situé de l'autre côté de la crête du Lévézou, il présentait un certain particularisme.
La commune a été érigée en 1869 par démembrement de celle de Saint-Léons. Le territoire de la nouvelle commune est en gros celui de la paroisse, plus le village de Mauriac.
De tous temps, l'agriculture, et surtout l'élevage, ont été les principales activités de la commune. Saint-Laurent était un village de paysans. Les artisans y étaient rares, généralement également cultivateurs, et les familles de notables aussi. De « gros paysans », laboureurs, ménagers, tenaient de grands domaines où ils employaient leurs voisins plus modestes comme fermiers, valets, domestiques, servantes. La Révolution française a sécularisé les biens de l'Église, et permis aux gros paysans d'accroître encore leurs domaines. Au cours du XIXe siècle, la commune a atteint son maximum démographique. L'exode rural s'est accentué. Aux XXIe siècle, la commune est encore largement agricole.

## Politique et administration

### Découpage territorial
La commune de Saint-Laurent-de-Lévézou est membre de la communauté de communes de Lévézou Pareloup, un établissement public de coopération intercommunale (EPCI) à fiscalité propre créé le 15 décembre 2000 dont le siège est à Salles-Curan. Ce dernier est par ailleurs membre d'autres groupements intercommunaux.
Sur le plan administratif, elle est rattachée à l'arrondissement de Millau, au département de l'Aveyron et à la région Occitanie. Sur le plan électoral, elle dépend du  canton de Raspes et Lévezou pour l'élection des conseillers départementaux, depuis le redécoupage cantonal de 2014 entré en vigueur en 2015, et de la troisième circonscription de l'Aveyron  pour les élections législatives, depuis le dernier découpage électoral de 2010.

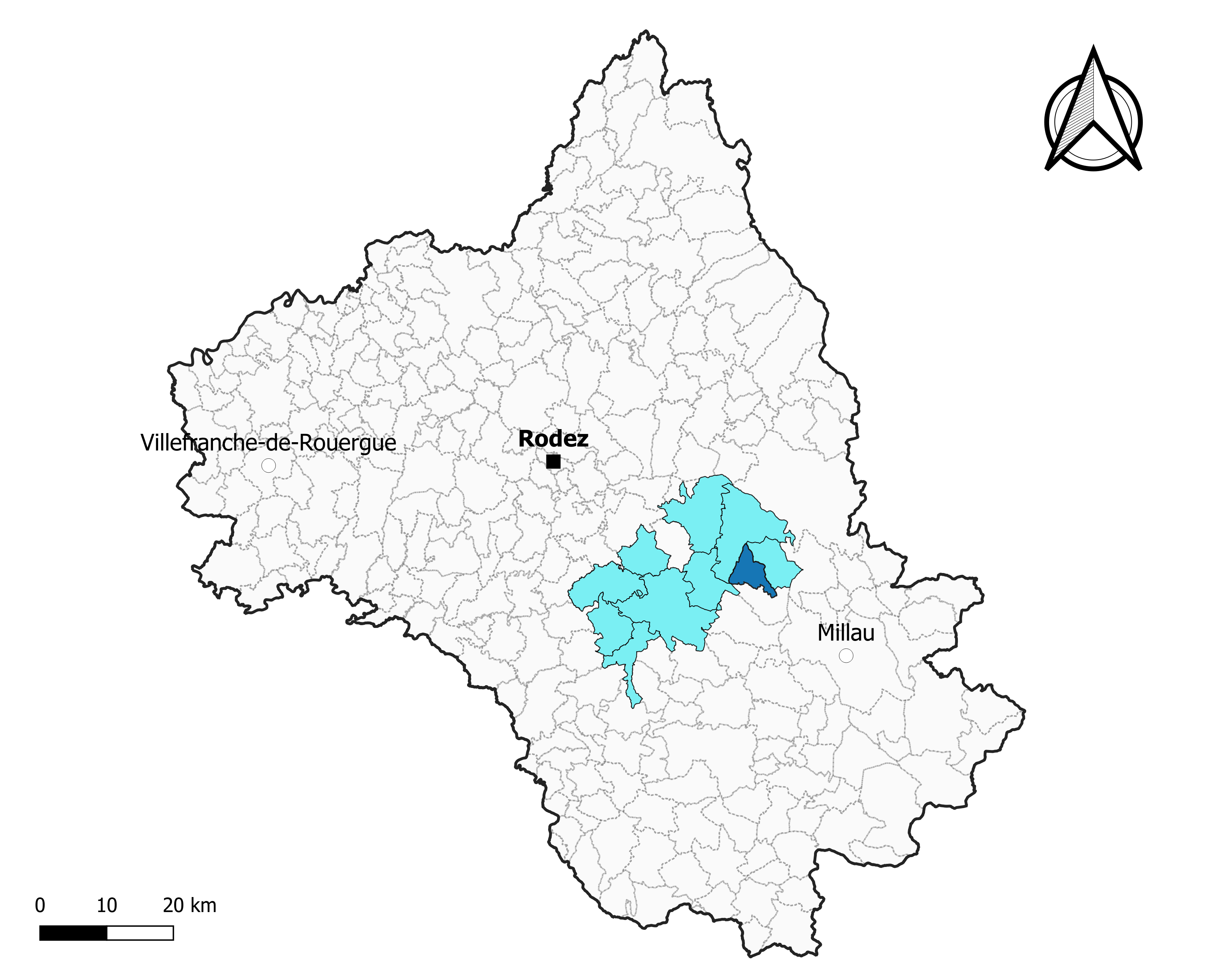
Saint-Laurent-de-Lévézou dans l'intercommunalité en 2020.
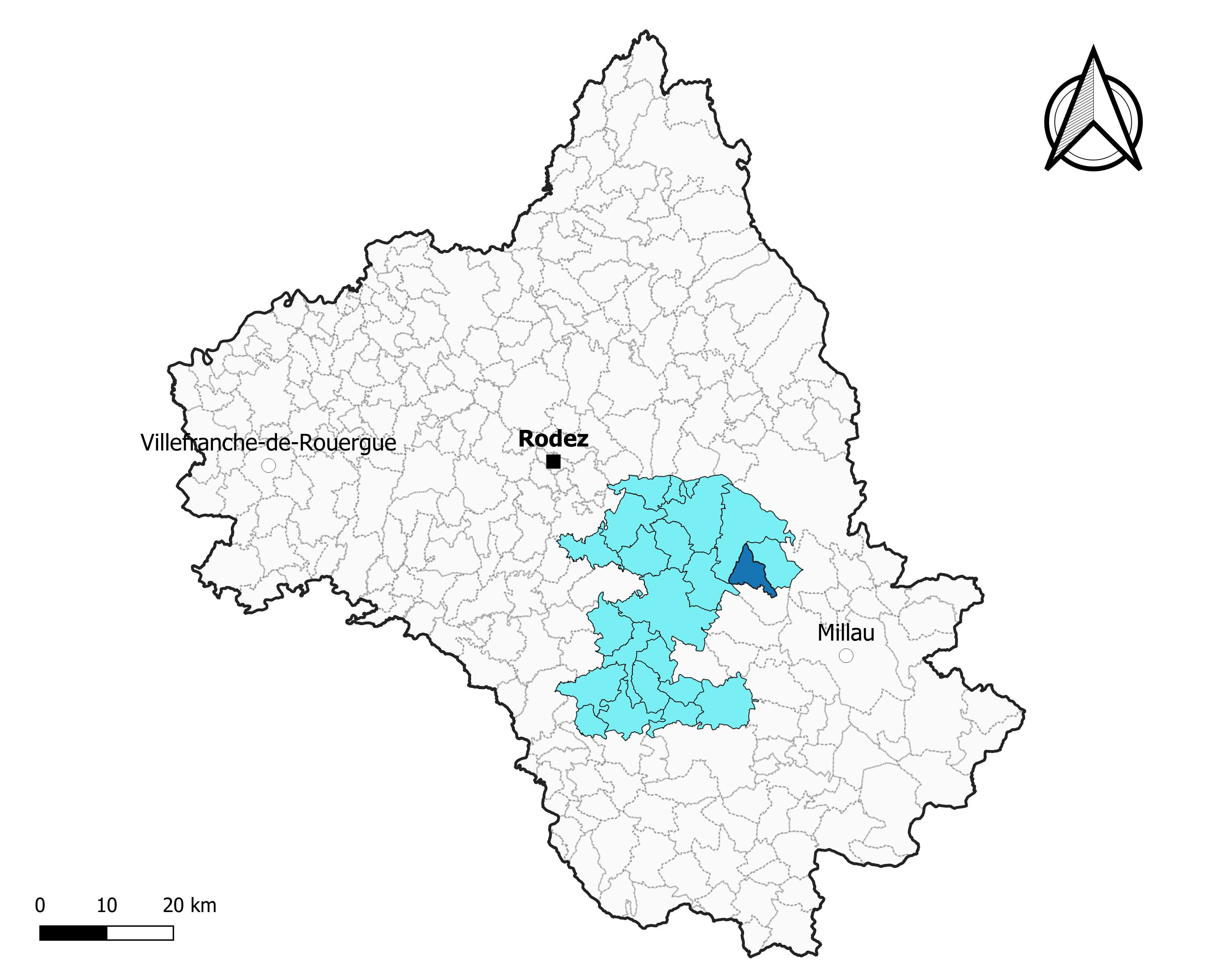
Saint-Laurent-de-Lévézou dans le canton de Raspes et Lévezou en 2020.
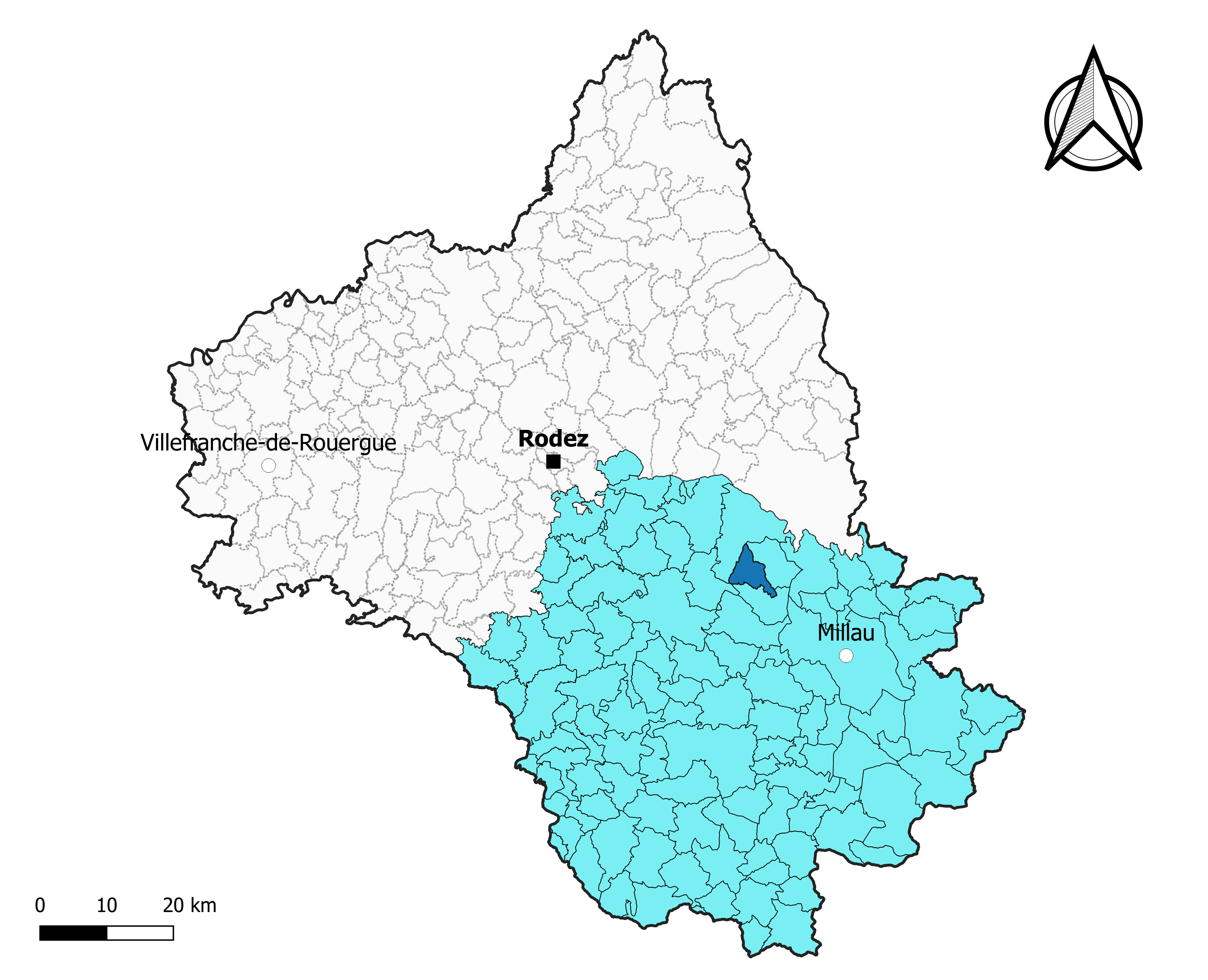
Saint-Laurent-de-Lévézou dans l'arrondissement de Millau en 2020.

### Élections municipales et communautaires

#### Élections de 2020
Le conseil municipal de Saint-Laurent-de-Lévézou, commune de moins de 1 000 habitants, est élu au scrutin majoritaire plurinominal à deux tours avec candidatures isolées ou groupées et possibilité de panachage. Compte tenu de la population communale, le nombre de sièges à pourvoir lors des élections municipales de 2020 est de 11. La totalité des onze candidats en lice est élue dès le premier tour, le 15 mars 2020, avec un taux de participation de 79,88 %.
Patrick Contastin, maire sortant, est réélu pour un nouveau mandat le 23 mai 2020.
Dans les communes de moins de 1 000 habitants, les conseillers communautaires sont désignés parmi les conseillers municipaux élus en suivant l’ordre du tableau (maire, adjoints puis conseillers municipaux) et dans la limite du nombre de sièges attribués à la commune au sein du conseil communautaire. Un siège est attribué à la commune au sein de la communauté de communes de Lévézou Pareloup.

#### Liste des maires
| Période                                  | Période  | Identité           | Étiquette | Qualité                              |
| ---------------------------------------- | -------- | ------------------ | --------- | ------------------------------------ |
| Les données manquantes sont à compléter. |          |                    |           |                                      |
|                                          |          |                    |           |                                      |
| 1881                                     |          | Frédéric Vernhet   |           |                                      |
|                                          |          |                    |           |                                      |
| 1885                                     |          | Antoine Déléry     |           |                                      |
|                                          |          |                    |           |                                      |
| 1983                                     | 2001     | Roger Frayssinhes  | SE        |                                      |
| 2001 (réélu en mai 2020)                 | En cours | Patrick Contastin, | DVD       | Agriculteur sur moyenne exploitation |

## Démographie
Les habitants de Saint-Laurent-de-Lévézou sont appelés les Saint-Laurentais.
L'évolution du nombre d'habitants est connue à travers les recensements de la population effectués dans la commune depuis 1872. Pour les communes de moins de 10 000 habitants, une enquête de recensement portant sur toute la population est réalisée tous les cinq ans, les populations de référence des années intermédiaires étant quant à elles estimées par interpolation ou extrapolation. Pour la commune, le premier recensement exhaustif entrant dans le cadre du nouveau dispositif a été réalisé en 2008.

En 2022, la commune comptait 157 habitants, en évolution de +1,95 % par rapport à 2016 (Aveyron : +0,37 %, France hors Mayotte : +2,11 %).
| 1872 | 1876 | 1881 | 1886 | 1891 | 1896 | 1901 | 1906 | 1911 |
| ---- | ---- | ---- | ---- | ---- | ---- | ---- | ---- | ---- |
| 425  | 461  | 448  | 471  | 430  | 430  | 428  | 435  | 444  |

| 1921 | 1926 | 1931 | 1936 | 1946 | 1954 | 1962 | 1968 | 1975 |
| ---- | ---- | ---- | ---- | ---- | ---- | ---- | ---- | ---- |
| 341  | 324  | 301  | 269  | 277  | 255  | 230  | 198  | 166  |

| 1982 | 1990 | 1999 | 2006 | 2008 | 2013 | 2018 | 2022 | - |
| ---- | ---- | ---- | ---- | ---- | ---- | ---- | ---- | - |
| 157  | 124  | 152  | 155  | 156  | 157  | 152  | 157  | - |

## Économie

### Revenus
En 2018  (données Insee publiées en septembre 2021), la commune compte 71 ménages fiscaux, regroupant 159 personnes. La médiane du revenu disponible par unité de consommation est de 19 680 € (20 640 € dans le département).

### Emploi
| Division       | 2008  | 2013  | 2018  |
| -------------- | ----- | ----- | ----- |
| Commune        | 1 %   | 3,1 % | 6,9 % |
| Département    | 5,4 % | 7,1 % | 7,1 % |
| France entière | 8,3 % | 10 %  | 10 %  |

En 2018, la population âgée de 15 à 64 ans s'élève à 102 personnes, parmi lesquelles on compte 77,5 % d'actifs (70,6 % ayant un emploi et 6,9 % de chômeurs) et 22,5 % d'inactifs,. Depuis 2008, le taux de chômage communal (au sens du recensement) des 15-64 ans est inférieur à celui de la France et du département.
La commune fait partie de la couronne de l'aire d'attraction de Millau, du fait qu'au moins 15 % des actifs travaillent dans le pôle,. Elle compte 34 emplois en 2018, contre 40 en 2013 et 39 en 2008. Le nombre d'actifs ayant un emploi résidant dans la commune est de 72, soit un indicateur de concentration d'emploi de 47,1 % et un taux d'activité parmi les 15 ans ou plus de 59 %.
Sur ces 72 actifs de 15 ans ou plus ayant un emploi, 30 travaillent dans la commune, soit 42 % des habitants. Pour se rendre au travail, 70,8 % des habitants utilisent un véhicule personnel ou de fonction à quatre roues, 12,5 % s'y rendent en deux-roues, à vélo ou à pied et 16,7 % n'ont pas besoin de transport (travail au domicile).

### Activités hors agriculture
13 établissements sont implantés  à Saint-Laurent-de-Lévézou au 31 décembre 2019.
Le secteur du commerce de gros et de détail, des transports, de l'hébergement et de la restauration est prépondérant sur la commune puisqu'il représente 30,8 % du nombre total d'établissements de la commune (4 sur les 13 entreprises implantées  à Saint-Laurent-de-Lévézou), contre 27,5 % au niveau départemental.

### Agriculture
|               | 1988  | 2000  | 2010  | 2020 |
| ------------- | ----- | ----- | ----- | ---- |
| Exploitations | 50    | 28    | 22    | 8    |
| SAU (ha)      | 1 290 | 1 258 | 1 200 | 944  |

La commune est dans le Levezou, une petite région agricole située dans le centre de l'Aveyron et constituée d'un haut plateau cristallin. En 2020, l'orientation technico-économique de l'agriculture  sur la commune est l'élevage d'équidés et/ou d' autres herbivores. Huit exploitations agricoles ayant leur siège dans la commune sont dénombrées lors du recensement agricole de 2020 (50 en 1988). La superficie agricole utilisée est de 944 ha,,.

## Culture locale et patrimoine

### Lieux et monuments
Le village de Saint-Laurent a été largement remanié au cours des siècles mais conserve encore une église ancienne et des maisons traditionnelles. Il en est de même à Mauriac. La plupart des hameaux de la commune présentent aussi des architectures vernaculaires remarquables.
- Église Saint-Laurent de Saint-Laurent-de-Lévézou[60].
- Église Saints-Abdon-et-Sennen de Mauriac[61].
- Le mont Seigne et sa table d'orientation, desquels on peut voir l'Aubrac, les causses, le Lévézou et la vallée du Tarn.

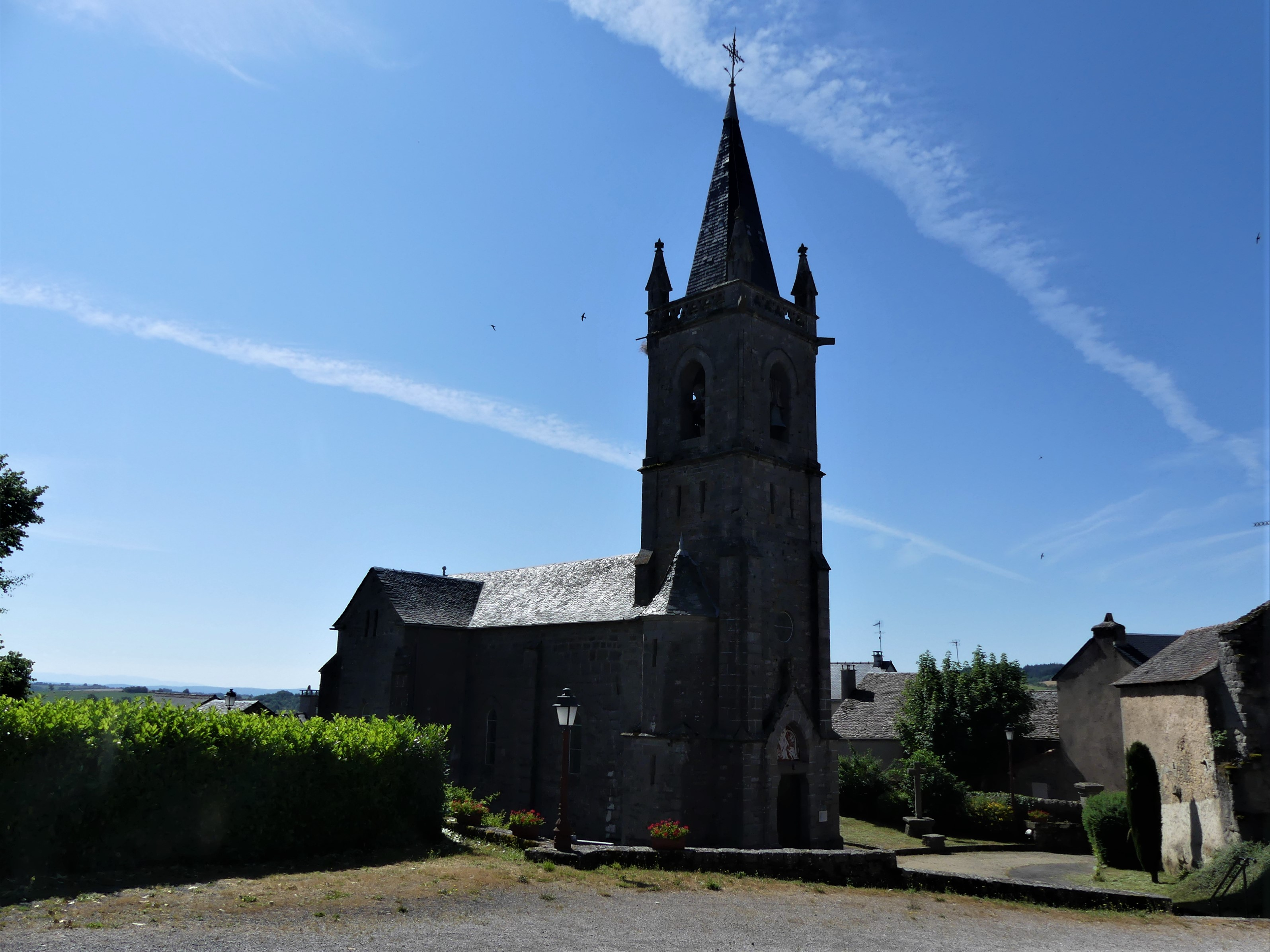
L'église Saint-Laurent.
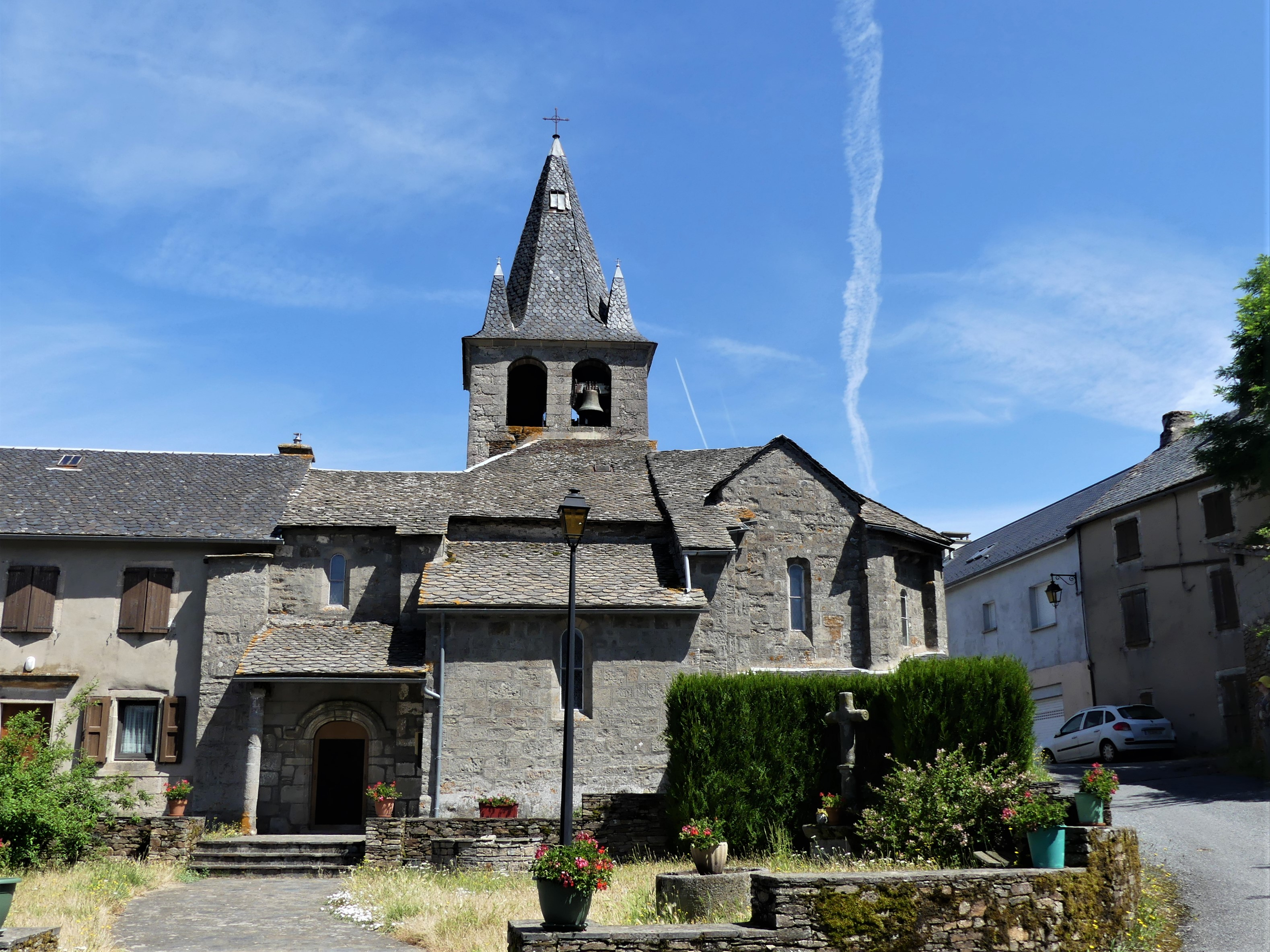
L'église de Mauriac.
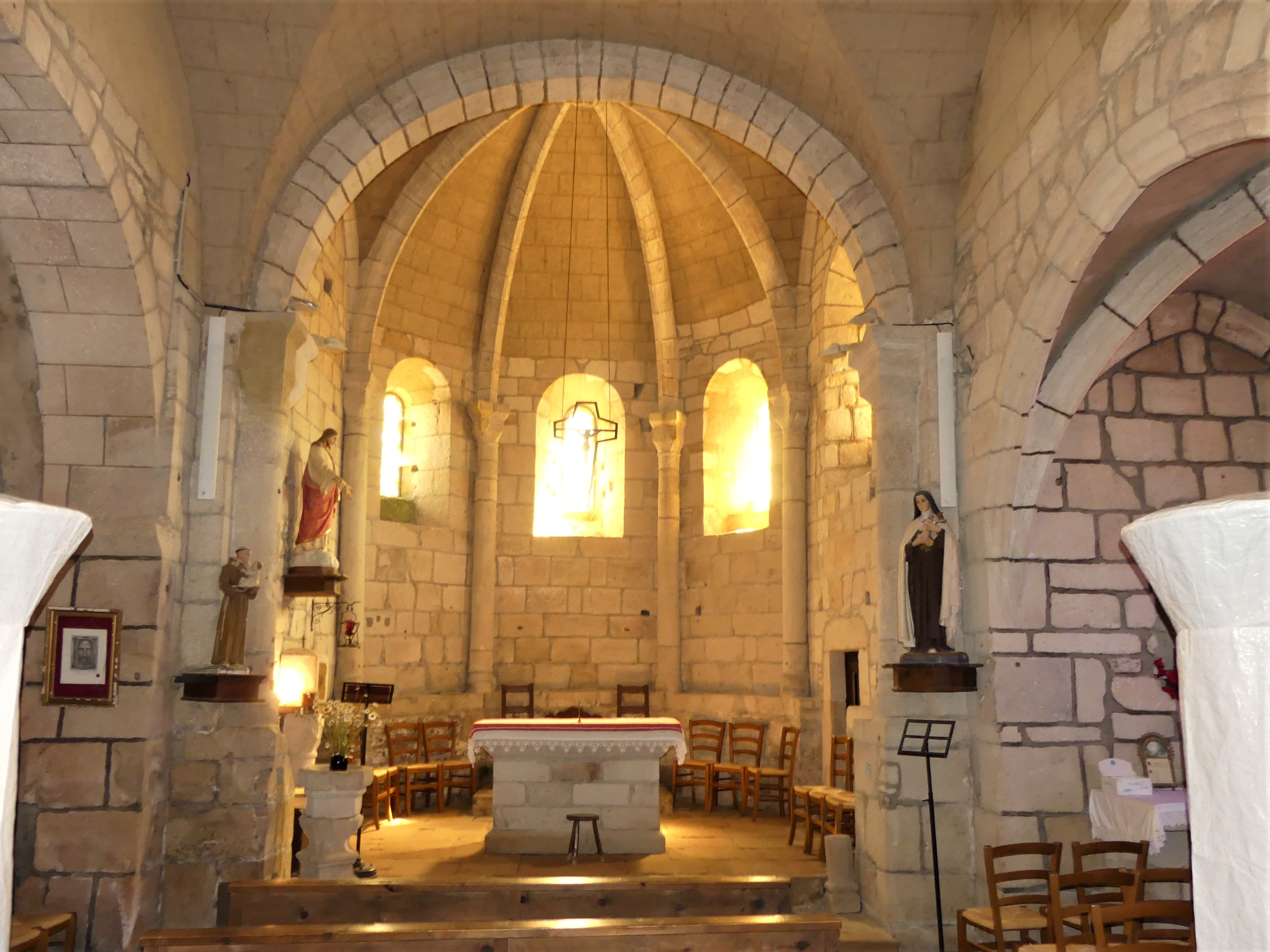
Son chœur.
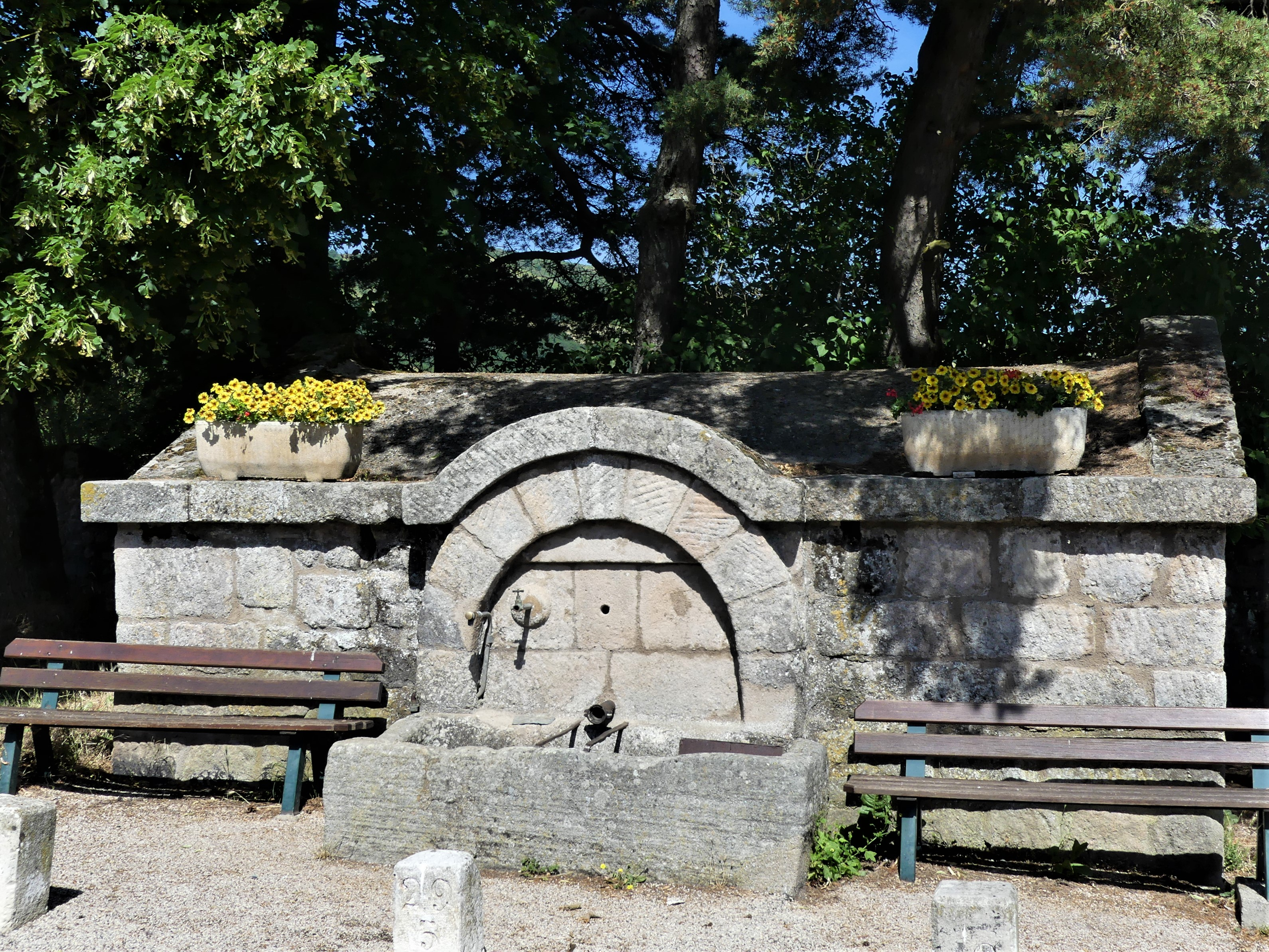
La fontaine principale du bourg.